# Lumbricillus intricatus
Lumbricillus intricatus is een ringworm uit de familie van de Enchytraeidae. De wetenschappelijke naam van de soort is voor het eerst geldig gepubliceerd in 1977 door Finogenova.